# Federico Mordegan
Federico Mordegan (ur. 1 lutego 1970 w Vicenzy) – włoski tenisista.

## Kariera tenisowa
Karierę zawodową Mordegan rozpoczął w 1989 roku, a zakończył w 1998 roku.
W grze podwójnej Włoch wygrał jeden turniej kategorii ATP World Tour, w 1994 roku w Estoril. Dodatkowo pięciokrotnie był uczestnikiem finałów zawodów ATP World Tour w deblu.
W rankingu gry pojedynczej Mordegan najwyżej był na 243. miejscu (12 listopada 1990), a w klasyfikacji gry podwójnej na 70. pozycji (16 stycznia 1995).

### Finały w turniejach ATP World Tour
| Nazwa                        |
| ---------------------------- |
| Wielki Szlem                 |
| Igrzyska olimpijskie         |
| ATP Tour World Championships |
| ATP Masters Series           |
| ATP Championship Series      |
| ATP World Series             |

#### Gra podwójna (1–5)
| Końcowy wynik | Nr | Data                | Turniej    | Nawierzchnia | Partner           | Przeciwnicy                    | Wynik finału  |
| ------------- | -- | ------------------- | ---------- | ------------ | ----------------- | ------------------------------ | ------------- |
| Finalista     | 1. | 24 czerwca 1990     | Genua      | Ceglana      | Cristiano Caratti | Tomás Carbonell Udo Riglewski  | 6:7, 6:7      |
| Finalista     | 2. | 2 sierpnia 1992     | San Marino | Ceglana      | Cristian Brandi   | Nicklas Kulti Mikael Tillström | 2:6, 2:6      |
| Finalista     | 3. | 20 marca 1994       | Casablanca | Ceglana      | Cristian Brandi   | David Adams Menno Oosting      | 3:6, 4:6      |
| Zwycięzca     | 1. | 3 kwietnia 1994     | Estoril    | Ceglana      | Cristian Brandi   | Richard Krajicek Menno Oosting | walkower      |
| Finalista     | 4. | 9 października 1994 | Ateny      | Ceglana      | Cristian Brandi   | Luis Lobo Javier Sánchez       | 7:5, 1:6, 4:6 |
| Finalista     | 5. | 13 sierpnia 1995    | San Marino | Ceglana      | Pablo Albano      | Jordi Arrese Andrew Kratzmann  | 6:7, 6:3, 2:6 |